# Leptarctia californiae
Leptarctia californiae är en fjärilsart som beskrevs av Walker 1855. Leptarctia californiae ingår i släktet Leptarctia och familjen björnspinnare. Inga underarter finns listade i Catalogue of Life.